# Trương Hy Triết
Trương Hy Triết (tiếng Trung: 张稀哲; pinyin: Zhāng Xīzhé; sinh ngày 23 tháng 1 năm 1991) là một cầu thủ bóng đá chuyên nghiệp người Trung Quốc hiện đang chơi cho câu lạc bộ Bắc Kinh Quốc An tại giải Giải bóng đá Siêu cấp Trung Quốc (Chinese Super League).

## Thống kê sự nghiệp

### Bàn thắng quốc tế
| #  | Ngày                 | Địa điểm                                                            | Đối thủ     | Bàn thắng | Kết quả | Giải đấu                 |
| -- | -------------------- | ------------------------------------------------------------------- | ----------- | --------- | ------- | ------------------------ |
| 1. | 6 tháng 9 năm 2013   | Sân vận động Olympic, Thiên Tân, Trung Quốc                         | Singapore   | 3–1       | 6–1     | Giao hữu                 |
| 2. | 5 tháng 3 năm 2014   | Sân vận động Sharjah, Sharjah, Các Tiểu vương quốc Ả Rập Thống nhất | Iraq        | 1–3       | 1–3     | Vòng loại Asian Cup 2015 |
| 3. | 12 tháng 11 năm 2015 | Sân vận động Hạ Long, Trường Sa, Trung Quốc                         | Bhutan      | 12–0      | 12–0    | Vòng loại World Cup 2018 |
| 4. | 7 tháng 6 năm 2017   | Sân vận động Thiên Hà, Quảng Châu, Trung Quốc                       | Philippines | 6–1       | 8–1     | Giao hữu                 |
| 5. | 7 tháng 6 năm 2019   | Sân vận động Thiên Hà, Quảng Châu, Trung Quốc                       | Philippines | 2–0       | 2–0     | Giao hữu                 |
| 6. | 18 tháng 11 năm 2019 | Sân vận động chính Asiad Busan, Busan, Hàn Quốc                     | Hồng Kông   | 2–0       | 2–0     | Cúp bóng đá Đông Á 2019  |
| 7. | 15 tháng 6 năm 2021  | Sân vận động Sharjah, Sharjah, Các Tiểu vương quốc Ả Rập Thống nhất | Syria       | 1–0       | 3–1     | Vòng loại World Cup 2022 |